# Shuba Jay
Shubashini Jeyaratnam (15 de julho de 1976 –  Voo Malaysia Airlines 17, 17 de julho de 2014), mais conhecida por seu nome artístico Shuba Jay, foi uma atriz malaia. Começou a atuar em 2001. Na televisão, era mais conhecida por seu papel em programas como Spanar Jaya, Gadis 3 e Sugumana Sumaigal. Enquanto seus papeis no cinema eram Relationship Status (2012) e Tokak (2013).
Jay nasceu em 15 de julho de 1976. Era casada com o neerlandês Paul Goes. Tiveram uma filha, Kaela Maya Jay Goes, que nasceu em 2012 através de um parto natural em casa.
Jay e sua família estavam a bordo do voo Malaysia Airlines 17 quando foi abatido em 17 de julho de 2014, matando todas as pessoas a bordo. Tinha 38 anos. O voo deveria ir de Amsterdã a Kuala Lumpur, mas foi abatido perto de Hrabove, na Ucrânia. Ela e sua filha estavam entre os 43 malaios e o marido entre os 193 cidadãos neerlandeses mortos.